# Ivan Vanek Šiftar
Ivan Vanek Šiftar, pravnik, pedagog, publicist, družboslovec, politik, zaslužni profesor Univerze v Mariboru, ustanovitelj Vrta spominov in tovarištva na Petanjcih, * 26. maj 1919 na Petanjcih, † 8. november 1999 v Murski Soboti.

## Življenje
Rodil se je v prekmurski kmečki družini očetu Jožefu in materi Apoloniji (rojena Debelak). Osnovno šolo je obiskoval na Tišini (1925 - 1939), nižjo gimnazijo v Murski Soboti (1930 - 1934) in višjo gimnazijo na Ptuju (1934 - 1938), kjer je leta 1938 maturiral. Po maturi se je vpisal na Pravno fakulteto v Ljubljani, vendar je študij prava moral prekiniti zaradi druge svetovne vojne. Po koncu vojne je nadaljeval študij prava na Pravni fakulteti Univerze v Ljubljani, kjer je leta 1953 kot študent ob delu diplomiral.  V letih 1946 – 1953 je služboval kot okrajni javni tožilec v Ljutomeru, Kranju in Mariboru, kot okrožni tožilec v Novem mestu in kot pomočnik okrožnega tožilca v Celju. Med leti 1953–58 je bil zvezni poslanec in hkrati sekretar občinskega komiteja KP ter predsednik OO SZDL v Murski Soboti, tajnik vrhovnega sodišča v Ljubljani (1958); v obdobju 1958–1960 preiskovalni sodnik, sodnik za mladoletnike in namestnik predsednik okrožnega sodišča v Murski Soboti . 
Za doktorja znanosti na Pravni fakulteti Univerze v Ljubljani je bil promoviran leta 1965. Zaradi obsežnega znanstveno-raziskovalnega dela je bil že leta 1958 habilitiran za docenta. Predaval je o družbeno-političnem sistemu SFRJ in osnovah delovnega prava ter socialne varnosti na Višji pravni šoli v Mariboru. Leta 1968 je postal docent na Pravni fakulteti v Ljubljani, leta 1974 bil izvoljen v naziv izredni in leta 1981 v naziv redni profesor za ustavno in delovno pravo. Predaval je tudi na podiplomskem študiju v Zagrebu in nekaj časa na Teološki fakulteti v Mariboru. 
Kot predavetlj in raziskovalec se je zavzemal tudi za kulturno in znanstveno sodelovanje s tujino.  Sodeloval pri ustanavljanju Mednarodnega kulturnozgodovinskega simpozija Modinci (Mogersdorf) in v organizaciji njegovih kasnejših simpozijev, Panonskega raziskovalnega centra na Gradiščanskem in regionalnih ustanov v Murski Soboti (študijska knjižnica, Pomurski muzej). S številnimi referati in drugimi teoretskimi prispevki je  so-oblikoval teorijo in prakso pravnih disciplin, pa tudi drugih strokovnih področij. Zanimala ga je politika, proučeval je samoupravljanje in družbeno upravljanje, javno mnenje, lokalni tisk ter socialna vprašanja Pomurja (na primer Rome), majšine. 
Leta 1979 se je upokojil. Univerza v Mariboru mu je leta 1983 podelila naziv zaslužni profesor.
Umrl je 8. novembra 1999 v Murski Soboti.

## Delo
Dr. Vanek Šiftar je igral veliko življenjskih vlog hkrati. ‘Prva je bila povezana z Vrtom spominov in tovarištva, ki ga je s starši zasnoval na domačiji v Petanjicih in zanj z družino skrbel kar 50 let. Več desetletij se je neumorno boril za njegovo družbeno umeščenost in priznanje. To sta mu podelila odloka občin Murska Sobota in Tišina. Z ustanovitvijo Ustanove dr. Šiftarjeva fundacija, katere najpomembnejši snovatelj je bil, je Vrtu zagotovil trdnejšo podporo za ohranitev in razvoj, hkrati pa je oblikoval okvir za izvajanje dejavnosti, ki so povezane s kulturno zgodovino obmurskega sveta ter ohranjanje kulturne in naravne dediščine.
Druga je vloga profesorja in pedagoga. Širina, pogled v prihodnost in trdna vsidranost v preteklih izkušnjah in domači zemlji, to bili so temelji njegovega življenja dela in ustvarjanja. Njegovo pisanje je dokumentirano, zanesljivo, poučno in natančno.  Tretja vloga je vloga zaslužnega profesorja mariborske univerze in staroste pravne fakultete na področju proučevanja in raziskovanja ustavno-pravne znanosti. Velja za enega najbolj pronicljivih romologov, poznavalcev zgodovine in aktualnih problemov Romov v Prekmurju, v Slovenjji, pa tudi širše.  Pisal je tudi o manjšinah, posebej Židih in o odnosih s sosedi.
Četrta Šiftarjeva življenjska vloga je povezava z zbiranjem knjig in člankov, dokumentov, citatov, izjav in osebnih pričevanj. Precejšen del njegove zapuščine hrani Pokrajinski muzej v Mariboru, nekaj gradiva je v Pokrajinski in študijski knjižnici v Murski Soboti, del pa še vedno domuje na njegovem domu v Petanjcih.
Njegova peta vloga je povezana s političnim delovanjem -  kot republiški in zvezni poslanec je osebno, kasneje pa prek člankov, osebnih in javnih pisem kritično opozarjal na napake in pomanjkljivosti sistema, političnih veljakov in strank. 
Dr. Vanek Šiftar je bil tudi pesnik in leposlovni pisec. Že v študentskih letih je urejal revijo Mladi Prekmurec (1939 - 1940), po vojni je uredil več zbornikov in literarnih del. Bil je član uredniškega odbora revije Svet ob Muri (1956 - 1958), Zadružnega koledarja Pomurja (1960 – 1962), Časopisa za zgodovino in narodopisje  v Mariboru. Da je bil pesnik, se večina njegovih znancev in prijateljev ni zavedala do izida zbirke njegovih pesmi »Pobiram orumenele liste« , ki je izšla ob njegovi osemdesetletnici (1998). Pesmi so nastajale skozi leta; zapisoval jih je večinoma pozimi ali v deževnih obdobjih, ko ni mogel delati na vrtu. So zgoščeno pričevanje njegovega časa, koncentrat opazovanj, razmišljanj, občutij in teženj svobodoljubnega misleca in humanista’  .

## Odlikovanja in nagrade
Univerza v Mariboru je dr. Šiftarju leta 1983 podelila naziv zaslužnega profesorja. Na predlog Pravne fakultete in Univerze v Mariboru je leta 1999 prejel srebrni častni znak svobode Republike Slovenije z naslednjo utemeljitvijo: »ob osemdesetletnici za bogato ustvarjalno in mnogovrstno življenjsko delo v dobro Sloveniji« ter zlati znak Univerze v Mariboru.